# Херес (футбольний клуб)
«Херес» (ісп. Xerez CD) — іспанський футбольний клуб з міста Херес-де-ла-Фронтера, заснований 1947 року. Домашні матчі проводить на арені «Мунісіпаль де Шапін», що вміщує 20,523 глядача.

## Історія
Клуб було засновано 1947 року шляхом об'єднання двох місцевих команд Xerez Fútbol Club, заснованої 1907 року, та Club Deportivo Jerez, заснованої 1942 року. Перші два сезони новостворений клуб грав на регіональному рівні. 1949 року клуб вперше вийшов до Терсери, на той момент третього дивізіону країни, а 1953 року вийшов до другого дивізіону країни Сегунди, де грав до 1958 року. Надалі команда неодноразово поверталась до Сегунди, але здебільшого лише на один сезон. Так ставалось у розіграшах 1967/68, 1971/72, 1982/83 та 1997/98 років, лише у період 1986—1991 років команді вдавалось на деякий час втриматись у другому дивізіоні.
У 2001 році з приходом відомого німецького тренера Бернда Шустера команда, яка тільки вкотре повернулась до Сегунди, провела свої два найкращі сезони в історії, зайнявши 4-те та 6-те місце відповідно, втім до елітного дивізіону вийти не змогла. Після того, як пішов німецький фахівець команда залишалась серед лідерів дивізіону і 2009 року таки зуміла його виграти, завдяки чому вперше в історії вийшла до Прімери. Втім у вищому дивізіоні сезону 2009/10 команда виступила вкрай невдало, зайнявши останнє 20-те місце і наступні три сезони знову провела у Сегунді.
У 2013 році через фінансові проблеми, «Херес» було відправлено у Терсеру, четвертий за рівнем дивізіон країни, а наступного року команда взагалі вилетіла в регіональні ліги. Невдоволені такими проблемами клубу вболівальники 2013 року вирішили створити власну команду «Херес Депортіво», яка за кілька років вийшла із восьмого дивізіону країни до Терсери, де обидві команди і зустрілись у сезоні 2018/19.

## Досягнення
Сегунда
- Переможець (1): 2008/09

Сегунда Б
- Переможець (2): 1981/82, 1985/86

Терсера

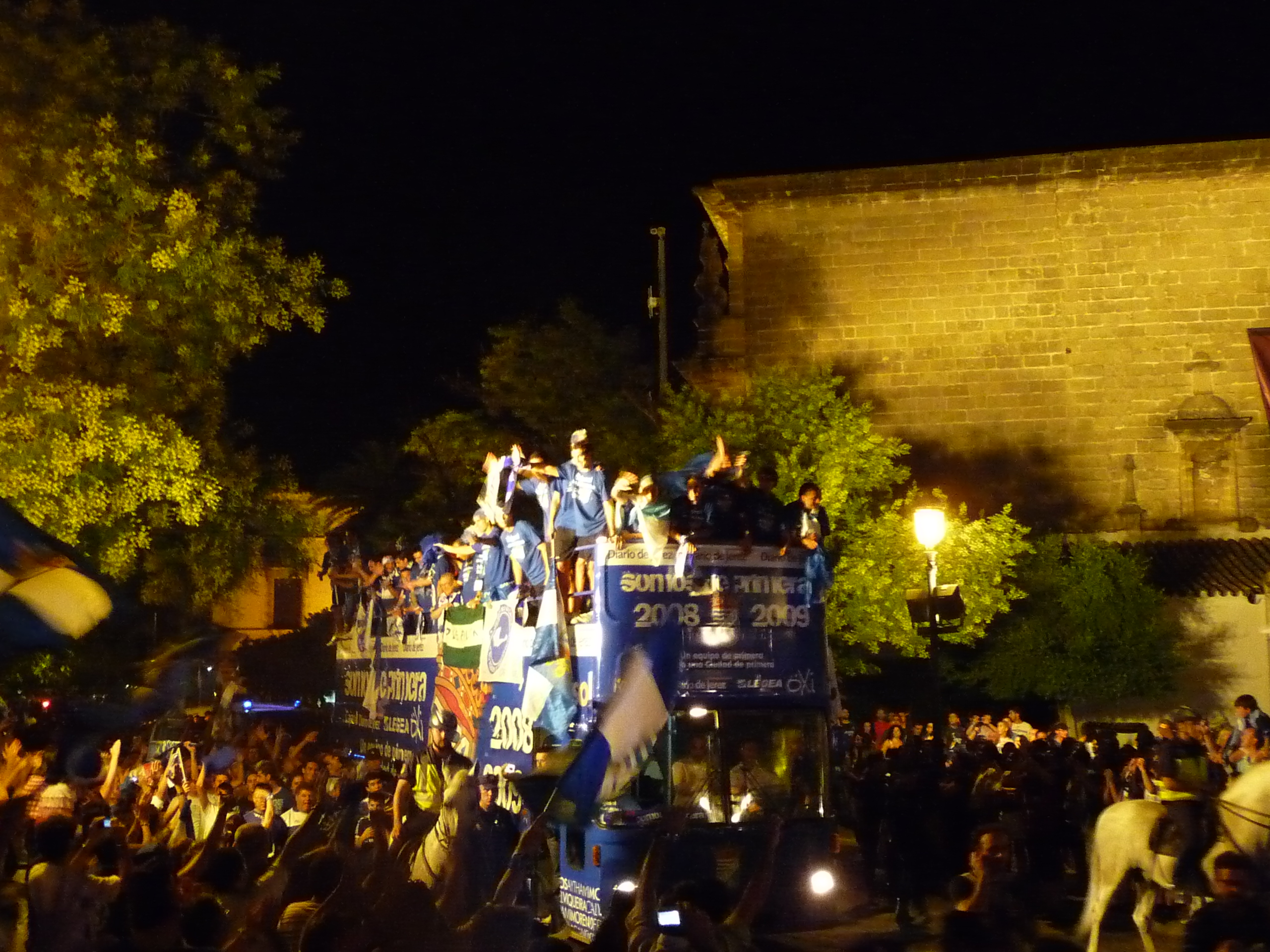
Святкування клубу виграшу Сегунди і дебютного виходу до Прімери. 13 червня 2009 року.

- Переможець (5): 1952/53, 1959/60, 1964/65, 1966/67, 1970/71

## Відомі гравці
| - Фабіан Орельяна - Стефан Порато - Сіді Яя Кейта - Бартоломью Огбече - Айтамі Артілес - Маріо Бермехо - Данієль Гуїса | - Аарон Ньїгес - Хосе Марі - Хесус Мендоса - Момо - Вісенте Морено - Педро Ріос - Джозі Алтідор |

## Відомі тренери
- Нестор Горосіто[9]
- Бернд Шустер
- Енріке Орісаола
- Едмундо Суарес
- Естебан Віго[10][11][12]
- Хосе Анхель Сіганда